# Anthidium
Genre
Synonymes
- Mutilla coerulans Lepeletier, 1845[1]
- Mutilla notomelas André, 1902[1]

Anthidium est un genre d'hyménoptères de la famille des Megachilidae, de la sous-famille des Megachilinae, de la tribu des Anthidiini. Le genre Anthidium a été décrit par l’entomologiste danois Johan Christian Fabricius en 1804.

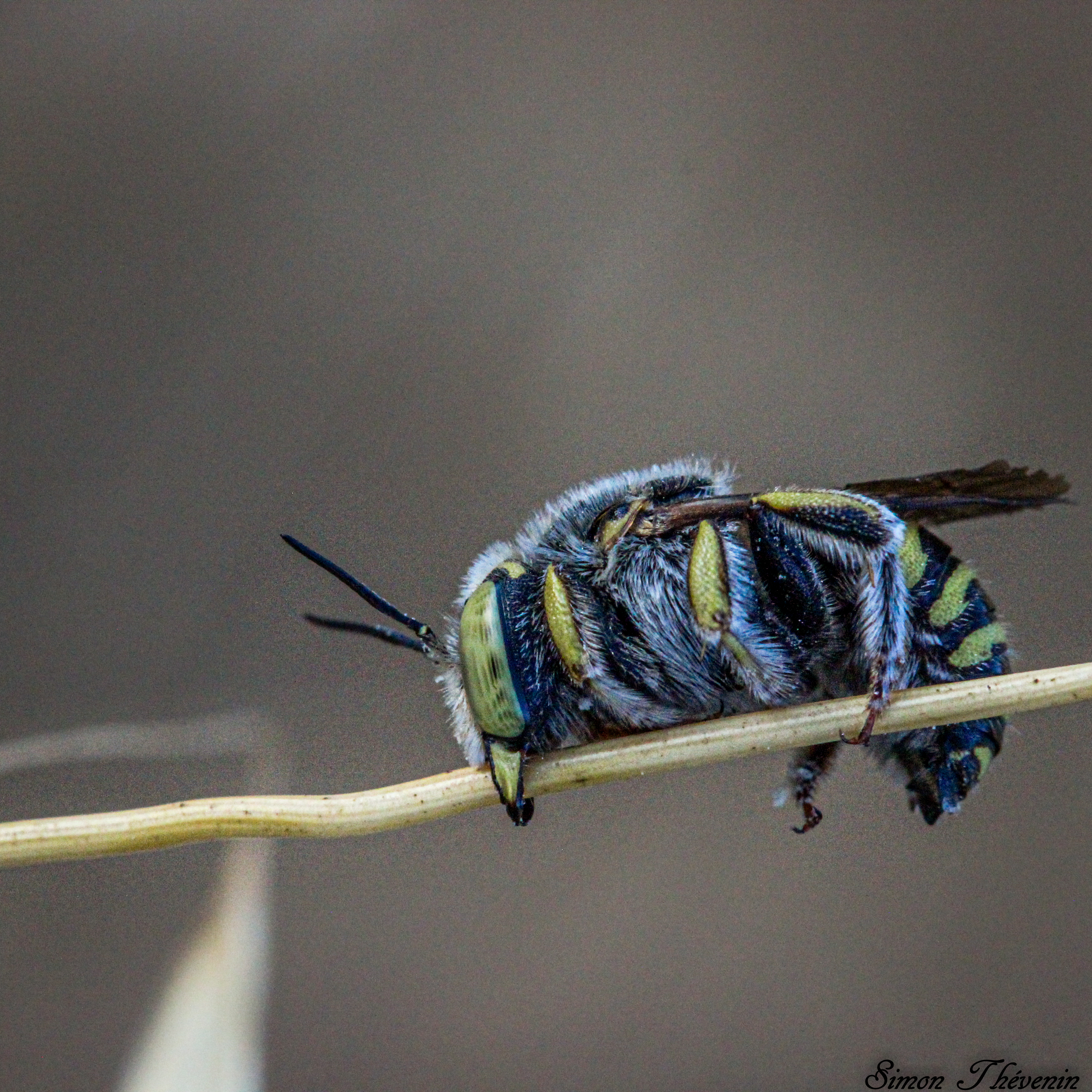
Anthidium dormant accrochée par ses mandibules à Rognes.

## Les espèces européennes
Ce genre comprend près de 200 espèces dont voici la liste de celles présentes en Europe selon  :
- Anthidium affine
- Anthidium albiventre
- Anthidium alternans
- Anthidium bartholomei
- Anthidium cingulatum
- Anthidium clypeare
- Anthidium coronatum
- Anthidium dalmaticum
- Anthidium diadema
- Anthidium dumerlei
- Anthidium fasciatum
- Anthidium florentinum
- Anthidium laeviventre
- Anthidium lebanense
- Anthidium loti
- Anthidium luctuosum
- Anthidium manicatum
- Anthidium mocsaryi
- Anthidium montanum
- Anthidium oblongatum
- Anthidium perezi
- Anthidium punctatum
- Anthidium scutellare
- Anthidium septemspinosum
- Anthidium serraticeps
- Anthidium spiniventre
- Anthidium suphureum
- Anthidium taeniatum
- Anthidium undulatum
- Anthidium wustnei

## Ensemble des espèces
Liste des espèces selon GBIF (4 janvier 2022) :
- Anthidium abjunctum (Cockerell, 1936)
- Anthidium afghanistanicum Mavromoustakis, 1965
- Anthidium akermani Mavromoustakis, 1937
- Anthidium alsinai Urban, 2001
- Anthidium alticola Tkalcu, 1967
- Anthidium amabile Alfken, 1932
- Anthidium amurense Radoszkowski, 1876
- Anthidium andinum Jörgensen, 1912
- Anthidium anguliventre Morawitz, 1888
- Anthidium anurospilum Moure, 1957
- Anthidium ardens Smith, 1879
- Anthidium armatum Friese, 1917
- Anthidium atlaskabirense Kasparek & Schwarz, 2020
- Anthidium atricaudum Cockerell, 1926
- Anthidium atripes Cresson, 1879
- Anthidium auritum Klug, 1832
- Anthidium aymara Toro & Rodríguez, 1998
- Anthidium aztecum Cresson, 1878
- Anthidium banningense Cockerell, 1904
- Anthidium banzonis Strand, 1912
- Anthidium barkamense Wu, 1986
- Anthidium basale Pasteels, 1984
- Anthidium basalticum Zhang, 1989
- Anthidium bechualandicum Mavromoustakis, 1939
- Anthidium bechuanalandicum Mavromoustakis
- Anthidium berbericum Pasteels, 1981
- Anthidium bicolor Wu, 2004
- Anthidium bifidum Pasteels, 1969
- Anthidium bischoffi Mavromoustakis, 1954
- Anthidium brevithorace Warncke, 1982
- Anthidium callosum Morawitz, 1875
- Anthidium caspicum Morawitz, 1880
- Anthidium chilense Spinola, 1851
- Anthidium christianseni Mavromoustakis, 1956
- Anthidium chubuti Cockerell, 1910
- Anthidium cinctum Klug, 1832
- Anthidium cingulatum Latreille, 1809
- Anthidium clypeodentatum Swenk, 1914
- Anthidium cochimi Snelling, 1992
- Anthidium cockerelli Schwarz, 1928
- Anthidium collectum Huard, 1896
- Anthidium colliguayanum Toro & Rojas, 1970
- Anthidium conciliatum Nurse, 1903
- Anthidium cordiforme Friese, 1922
- Anthidium crassidens Cameron, 1905
- Anthidium cuzcoense Schrottky, 1910
- Anthidium dalmaticum Mocsáry, 1884
- Anthidium dammersi Cockerell, 1937
- Anthidium danieli Urban, 2001
- Anthidium decaspilum Moure, 1957
- Anthidium deceptum Smith, 1879
- Anthidium deesense Mavromoustakis, 1947
- Anthidium diadema Latreille, 1809
- Anthidium echinatum Klug, 1832
- Anthidium edwardsii Cresson, 1878
- Anthidium edwini Ruiz, 1935
- Anthidium emarginatum (Say, 1824)
- Anthidium eremicum Alfken, 1938
- Anthidium espinosai Ruiz, 1938
- Anthidium exhumatum Cockerell, 1906
- Anthidium falsificum Moure, 1957
- Anthidium flavolineatum Smith, 1879
- Anthidium flavorufum Pasteels, 1981
- Anthidium flavotarsum Wu, 1982
- Anthidium florentinum (Fabricius, 1775)
- Anthidium formosum Cresson, 1878
- Anthidium friesei Cockerell, 1911
- Anthidium fulviventre Friese, 1917
- Anthidium funereum Schletterer, 1890
- Anthidium furcatum Wu, 2004
- Anthidium garleppi Schrottky, 1910
- Anthidium gayi Spinola, 1851
- Anthidium gratum Morawitz, 1896
- Anthidium gussakovskiji Mavromoustakis, 1939
- Anthidium hallinani Schwarz, 1933
- Anthidium helianthinum Wu, 2004
- Anthidium himalayense Gupta & Simlote, 1995
- Anthidium igori Urban, 2001
- Anthidium illustre Cresson, 1879
- Anthidium impatiens Smith, 1879
- Anthidium incertum Morawitz, 1895
- Anthidium isabelae Urban, 2004
- Anthidium jocosum Cresson, 1878
- Anthidium kashgarense (Cockerell, 1911)
- Anthidium kashmirense Mavromoustakis, 1937
- Anthidium klapperichi Mavromoustakis, 1965
- Anthidium kryzhanovskii Wu, 1962
- Anthidium kvakicum Mavromoustakis, 1939
- Anthidium laeve Pasteels, 1969
- Anthidium lanitarse Friese, 1917
- Anthidium larocai Urban, 1997
- Anthidium latum Schrottky, 1902
- Anthidium loboguerrero Urban, 2004
- Anthidium longstaffi Mavromoustakis, 1948
- Anthidium loti Perris, 1852
- Anthidium luctuosum Gribodo, 1894
- Anthidium luizae Urban, 2001
- Anthidium maculifrons Smith, 1854
- Anthidium maculosum Cresson, 1878
- Anthidium manicatum (Linnaeus, 1758)
- Anthidium masunariae Urban, 2001
- Anthidium modestum Bingham, 1903
- Anthidium moganshanense Wu, 2004
- Anthidium montanum Morawitz, 1864
- Anthidium montivagum Cresson, 1878
- Anthidium mormonum Cresson, 1878
- Anthidium nanum Mocsáry, 1879
- Anthidium nigerrimum Schrottky, 1910
- Anthidium nigroventrale Wu, 1982
- Anthidium niveocinctum Gerstäcker, 1857
- Anthidium nthidium
- Anthidium nursei Cockerell, 1922
- Anthidium oblongatum (Illiger, 1806)
- Anthidium opacum Friese, 1904
- Anthidium ordinatum Smith, 1879
- Anthidium orizabae Dalla Torre, 1890
- Anthidium paitense Cockerell, 1926
- Anthidium pallidiclypeum Jaycox, 1963
- Anthidium palliventre Cresson, 1878
- Anthidium palmarum Cockerell, 1904
- Anthidium paroselae Cockerell, 1898
- Anthidium penai Moure, 1957
- Anthidium perezi Ferton, 1895
- Anthidium peruvianum Schrottky, 1910
- Anthidium philorum Cockerell, 1910
- Anthidium placitum Cresson, 1879
- Anthidium politum Morawitz, 1895
- Anthidium pontis Cockerell, 1933
- Anthidium porterae Cockerell, 1900
- Anthidium pseudomontanum Niu, Yuan, Ascher, Kasparek, Orr, Griswold & Zhu, 2020
- Anthidium pseudophilorum Niu, Yuan, Ascher, Kasparek, Orr, Griswold & Zhu, 2020
- Anthidium psoraleae Robertson, 1902
- Anthidium pulchellum Klug, 1832
- Anthidium pullatum Morice, 1916
- Anthidium punctatum Latreille, 1809
- Anthidium qingtaoi Niu & Zhu, 2020
- Anthidium quetzalcoatli Schwarz, 1933
- Anthidium rafaeli Urban, 2001
- Anthidium reversum Smith, 1854
- Anthidium rodecki Schwarz, 1934
- Anthidium rodriguezi Cockerell, 1912
- Anthidium rotundoscutellare Pasteels, 1984
- Anthidium rotundum Warncke, 1980
- Anthidium rozeni Urban, 2001
- Anthidium rubricans Pasteels, 1984
- Anthidium rubripes Friese, 1908
- Anthidium rubrozonatum Pasteels, 1984
- Anthidium rufitarse Friese, 1917
- Anthidium sanguinicaudum Schwarz, 1933
- Anthidium scudderi Cockerell, 1906
- Anthidium semicirculare Pasteels, 1985
- Anthidium senile Eversmann, 1852
- Anthidium septemspinosum Lepeletier, 1841
- Anthidium sertanicola Moure & Urban, 1964
- Anthidium severini Vachal, 1903
- Anthidium sichuanense Wu, 1992
- Anthidium signiferum Walker, 1871
- Anthidium sikkimense Mavromoustakis, 1937
- Anthidium sinuatellum Pasteels, 1984
- Anthidium sinuetellum Pasteels, 1984
- Anthidium soikai Mavromoustakis, 1968
- Anthidium soni Mavromoustakis, 1937
- Anthidium sonorense Cockerell, 1923
- Anthidium spiniventre Friese, 1899
- Anthidium striatum Wu, 2004
- Anthidium subcrenulatum Alfken, 1930
- Anthidium sublustre Warncke, 1982
- Anthidium sudanicum Mavromoustakis, 1945
- Anthidium suphureum Lepeletier, 1841
- Anthidium syriacum Pérez, 1895
- Anthidium taeniatum Latreille, 1809
- Anthidium tarsoi Urban, 2001
- Anthidium taschenbergi Morawitz, 1894
- Anthidium tasitiense Niu, Yuan, Ascher, Kasparek, Orr, Griswold & Zhu, 2020
- Anthidium tenuiflorae Cockerell, 1907
- Anthidium tergomarginatum Pasteels, 1981
- Anthidium ternarium Cockerell, 1911
- Anthidium tesselatum Klug, 1832
- Anthidium thomsoni Morawitz, 1894
- Anthidium toro Urban, 2001
- Anthidium trochantericum Morawitz, 1894
- Anthidium undulatiforme Friese, 1917
- Anthidium undulatum Dours, 1873
- Anthidium unicum Morawitz, 1875
- Anthidium utahense Swenk, 1914
- Anthidium venustum Morawitz, 1878
- Anthidium vigintiduopunctatum Friese, 1904
- Anthidium vigintipunctatum Friese, 1908
- Anthidium waltii Spinola
- Anthidium weyrauchi Schwarz, 1943
- Anthidium wuestneii Mocsáry, 1887
- Anthidium wustneii Mocsary, 1887
- Anthidium xuezhongi Niu & Zhu, 2020
- Anthidium zadaense Wu, 1982
- Anthidium zebra Eardley, 2018
- Eucera mortua (Meunier, 1920)